# Lucius Tarquinius Priscus

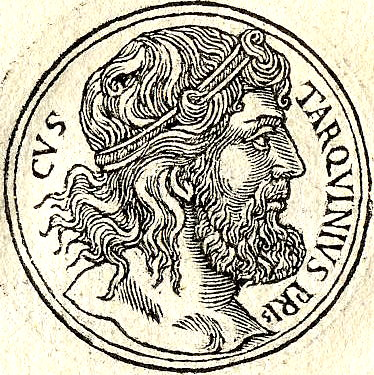
Lucius Tarquinius Priscus

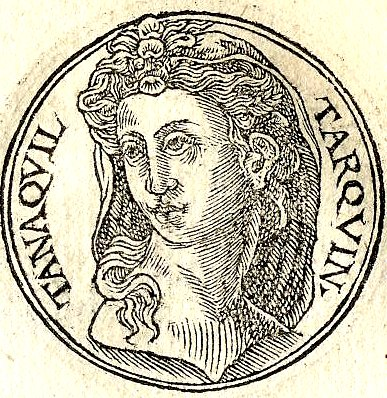
Soția sa, Tanaquil

Lucius Tarquinius Priscus, de asemenea numit Tarquin cel Bătrân sau Tarquin I, a fost al cincilea rege legendar al Romei din 616 î.Hr. până în 579 î.Hr.. Soția lui a fost Tanaquil. Numele celui de-al cincilea rege al Romei (616-579 î.Hr.), căruia tradiția îi atribuie calități și fapte în parte legendare, în parte greu de distins de cele atribuite altui rege din aceeași familie, Tarquinius Superbus. În orice caz, este atestată istoric existența în această perioadă a unor suverani de origine etruscă, Tarquinii, putându-se identifica un sâmbure de adevăr istoric în cadrul complexelor mituri și legende transmise de povestirile populare privitoare la cei doi Tarquinius. 

Tradiția îl considera pe Tarquinius Priscus fiul lui Demaratus, nobil descendent al familiei Bachiazilor din Corint, care se mutase în Etruria, la Tarquinia. Demaratus a murit aici, lăsându-și imensa avere fiului său Lucumon, căsătorit cu întreprinzătoarea Tanaquil. În pofida bogăției sale, Lucumon avea să joace un rol secundar în viața cetății, pentru că era străin; impulsionat de Tanaquil, s-a mutat la Roma, unde, pe colina Ianiculum, s-a produs un miracol anunțând gloria viitoare a personajului: un vultur s-a apropiat de el, i-a luat boneta și i-a pus-o înapoi pe cap numai după ce a rotit-o multă vreme în zbor în înaltul cerului. Tanaquil, care potrivit tradiției era expertă în arta haruspiciilor, i-a prezis soțului ei un viitor strălucit: într-adevăr, acesta a fost întâmpinat la Roma cu toate onorurile, primind numele Tarquinius, după cel al orașului de origine. Intrat în grațiile lui Ancus Martius și ale poporului roman, a fost ales de locuitori ca succesor al lui Ancus.
1. ↑  Demaratos 3a (Pauly-Wissowa)[*] Verificați valoarea |titlelink= (ajutor);
2. ↑  RSKD / Demaratus[*] Verificați valoarea |titlelink= (ajutor)
3. ↑  RSKD / Tanaquil[*] Verificați valoarea |titlelink= (ajutor)
4. ↑  IeSBE / Tarkvinii, rod[*] Verificați valoarea |titlelink= (ajutor)
5. ↑  RSKD / Tarquinii[*] Verificați valoarea |titlelink= (ajutor)
6. ↑  The Tarquin Dynasty[*], p. 552 Verificați valoarea |titlelink= (ajutor)
7. ↑  Q98381924[*], p. 619, 621 Verificați valoarea |titlelink= (ajutor)
8. 1 2  IV, 1, Roman Antiquities[*]
9. ↑  The Tarquin Dynasty[*], p. 543, 551 Verificați valoarea |titlelink= (ajutor)
10. ↑  The Tarquin Dynasty[*], p. 543 Verificați valoarea |titlelink= (ajutor)
11. 1 2  The Tarquin Dynasty[*], p. 544 Verificați valoarea |titlelink= (ajutor)
12. 1 2  I, 46, Ab Urbe condita libri[*]